# Diphyus suigensis
Diphyus suigensis là một loài tò vò trong họ Ichneumonidae.